# Хермсдорф (Руланд)
Хермсдорф (нем. Hermsdorf) — община в Германии, в земле Бранденбург.
Входит в состав района Верхний Шпревальд-Лужица. Подчиняется управлению Руланд. Население составляет 839 человек (на 31 декабря 2010 года). Занимает площадь 32,82 км².
| Год  | Население |
| ---- | --------- |
| 2005 | 930       |
| 2010 | 856       |

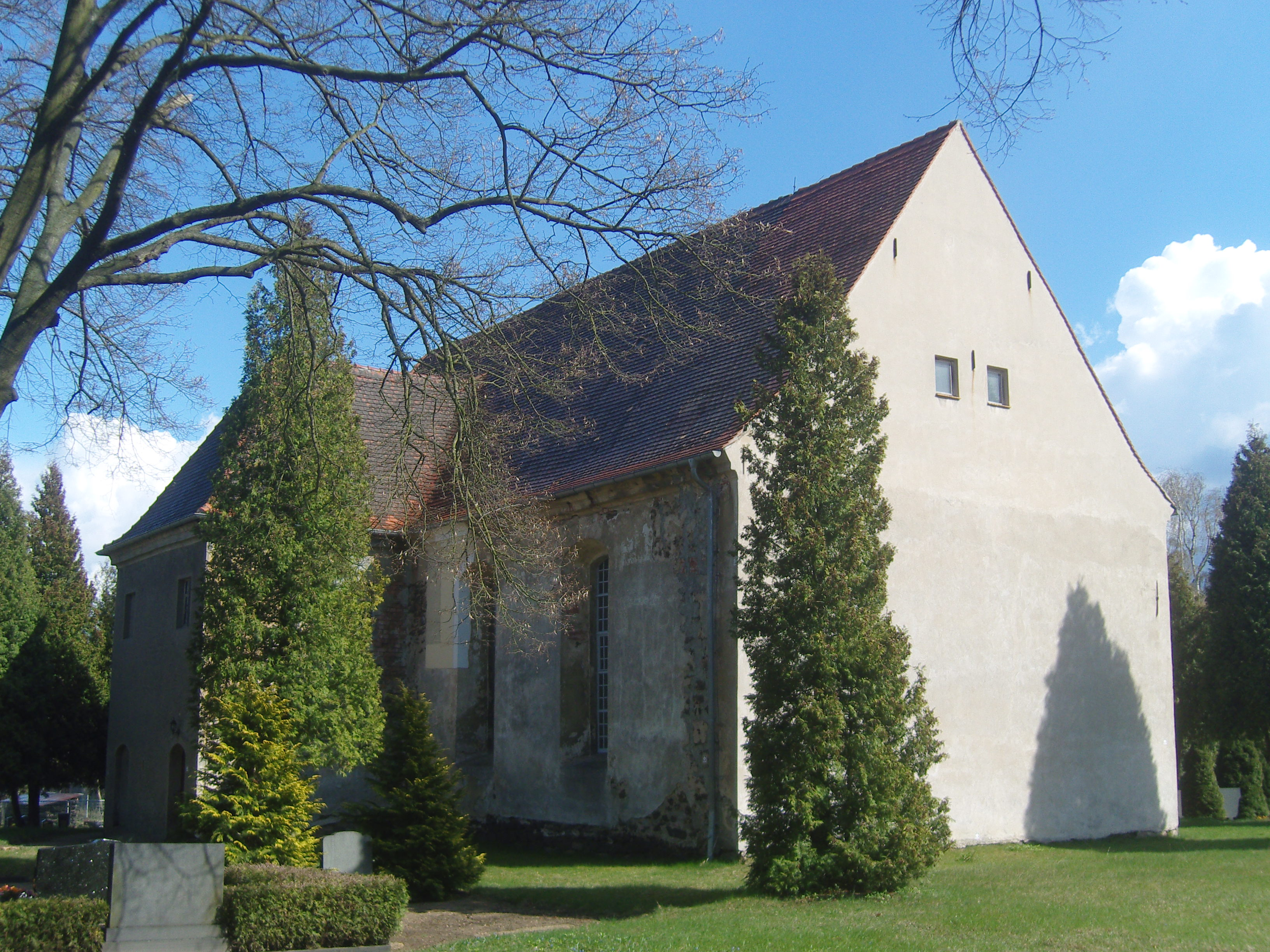
Kirche in Hermsdorf
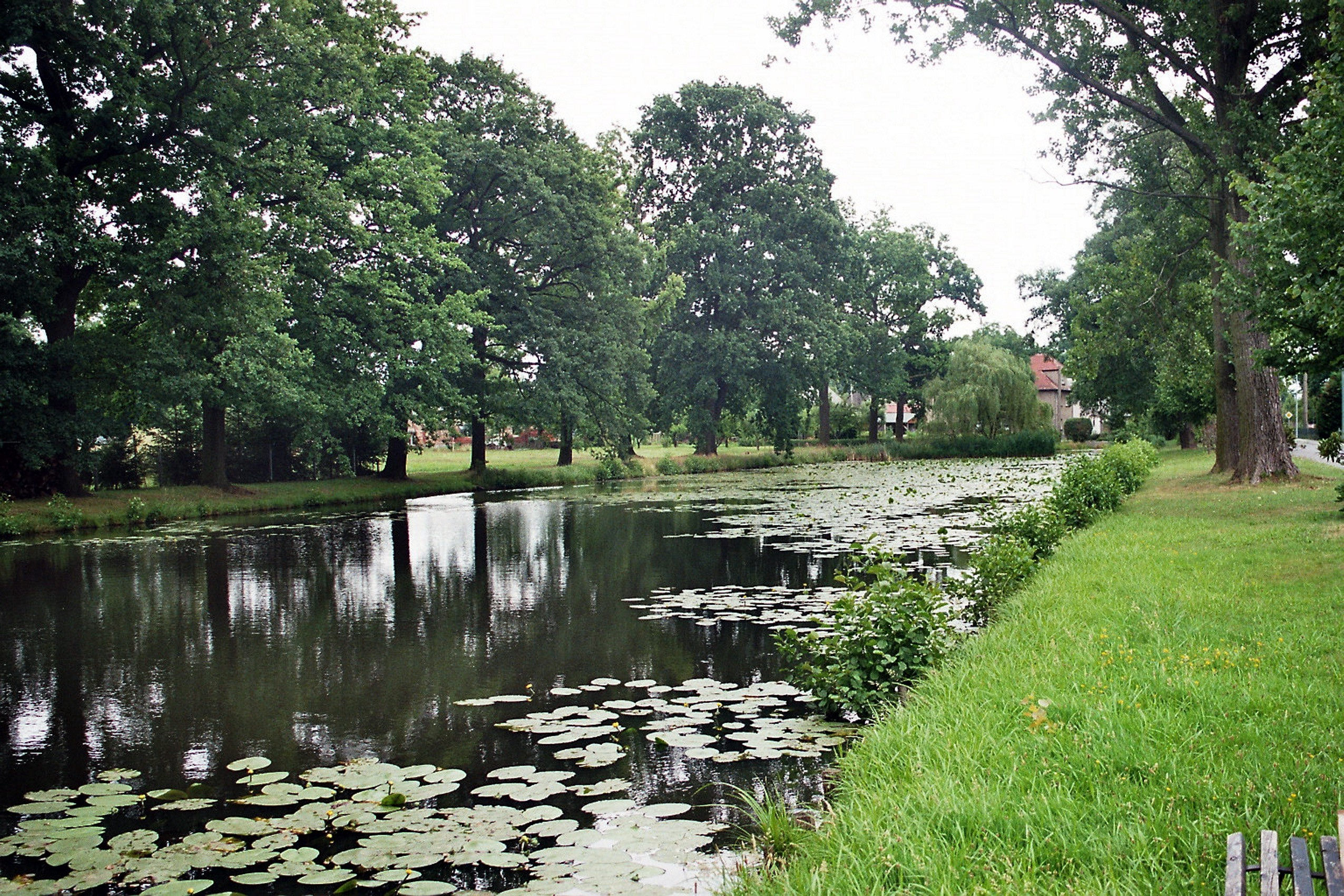
Dorfteich
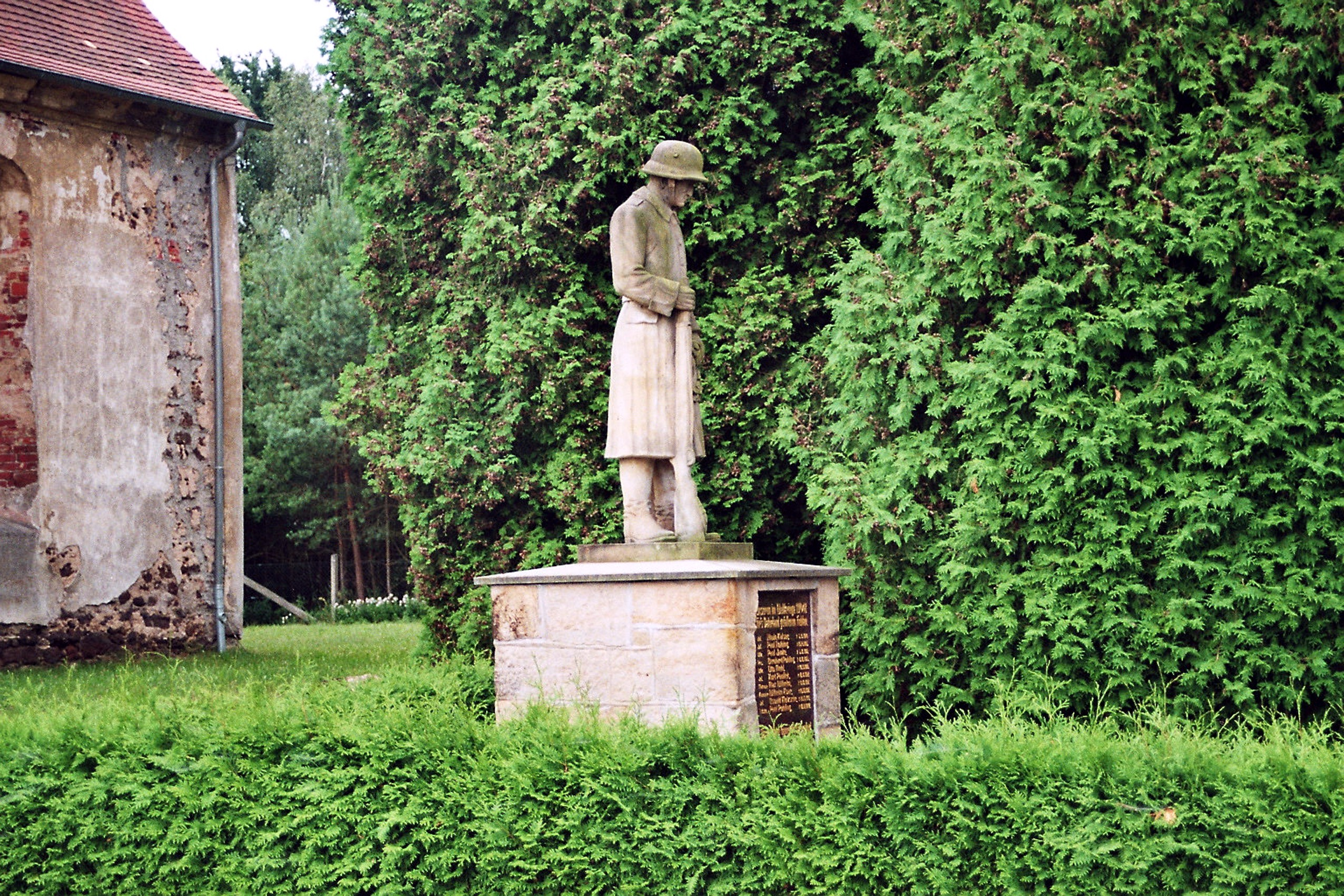
Kriegerdenkmal
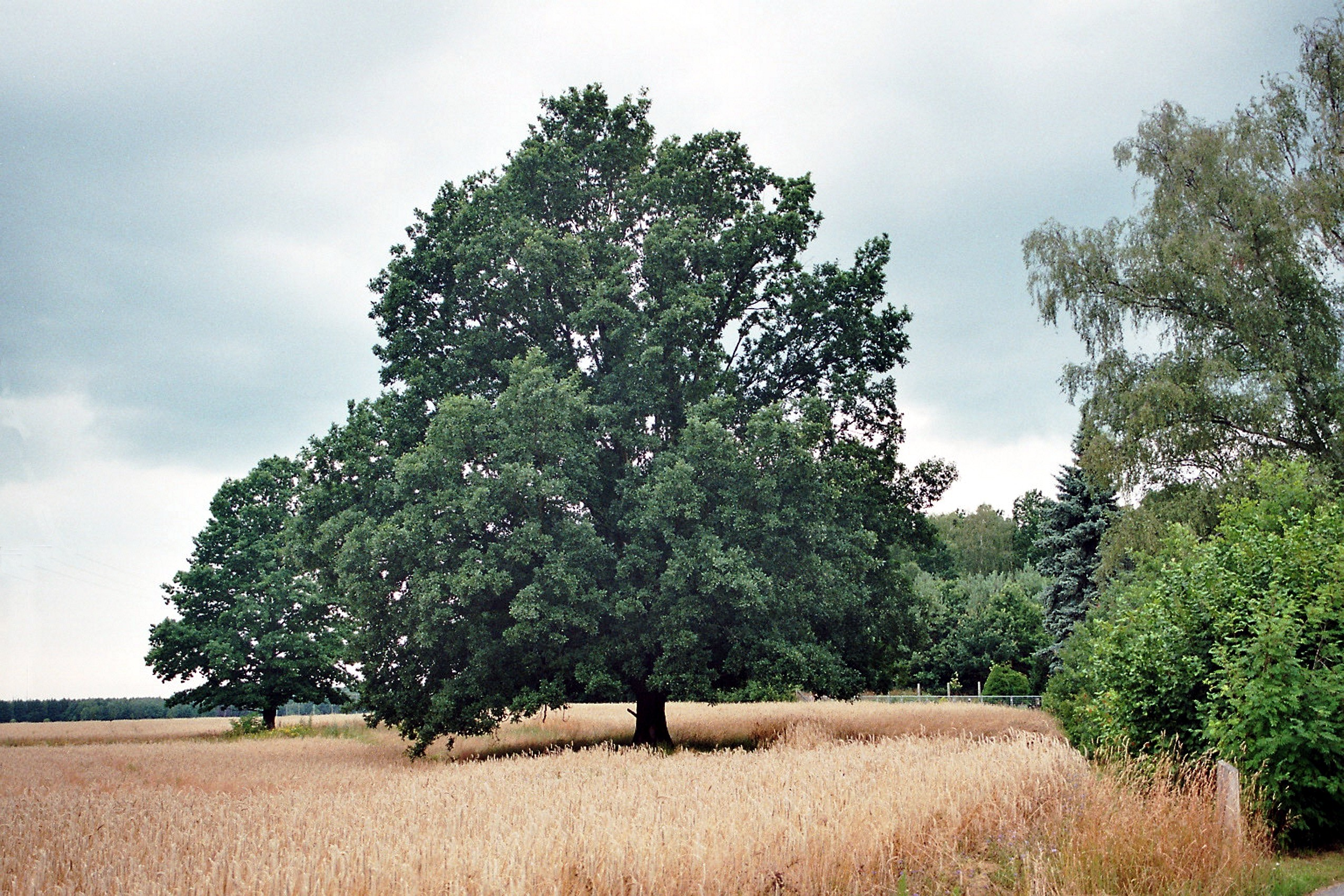
Hermsdorfer Landschaft